# فيروسات نارنا
فيروسات نارنا (بالإنجليزية: Narnaviridae)‏ تشكل مجموعة فيروسات الرنا العارية وتضم الأجناس التالية:
- جنس فيروس نارنا: نوع فيروس نارنا SRNA20 لخميرة فطريات السكر (Saccharomyces cerevisiae 20SRNA narnavirus).
- جنس فيروس ميتو: نوع Cryphonectria parasitica mitovirus-1 NB631

## وصلات خارجية
- نطاق فيروسي فيروسات نارنا